# Pereroslea, Dubno
Pereroslea (în ucraineană Переросля) este un sat în comuna Ploska din raionul Dubno, regiunea Rivne, Ucraina.

## Demografie
Componența lingvistică a localității Pereroslea
     Ucraineană (99,7%)
     Alte limbi (0,3%)
Conform recensământului din 2001, majoritatea populației localității Pereroslea era vorbitoare de ucraineană (99,7%), existând în minoritate și vorbitori de alte limbi.